# 傷だらけのふたり
『傷だらけのふたり』（きずだらけのふたり、原題：남자가 사랑할 때）は、2014年公開の韓国映画。本作で主演を務めたファン・ジョンミンの過去の主演映画『生き残るための3つの取引』や『新しき世界』で助監督を務めたハン・ドンウク監督の長編デビュー作品。製作会社サナイ・ピクチャーズの社長とファン・ジョンミンのオファーにより監督を務めたハン・ドンウクの元に、『新しき世界』の撮影監督や照明スタッフなどが再結集し、監督の長編デビュー作品を支えた
。原題は日本語で「男が愛する時」の意。

## ストーリー
韓国の地方都市群山市で高利貸として働くハン・テイル（ファン・ジョンミン）は、昏睡状態で入院している男性から取り立てを行うために病院を訪ねるが、男性の介護をする銀行員の娘チュ・ホンジョン（ハン・ヘジン）に拒絶される。一悶着の末、仕方なく月利49%という法外な覚書に捺印するホンジョンだったが、テイルはホンジョンに一目惚れしてしまう。彼女が借金だけでなく父親の入院費も支払えないほど困窮していると知ったテイルは、同僚との交渉の末、自分のボーナスと引換えに借金の金利を取り消しにする新たな覚書を作成。一日一時間、自分と時間を共にすることで最初の覚書を帳消しにするとホンジョンに持ちかける。
この契約を仕方なく了承したホンジョンとテイルのぎこちない関係がスタートし、初めは警戒していたホンジョンも、無骨ながらも献身的なテイルの心遣いに触れるうちに次第に心を通わせ始める。ついにホンジョンの父親が急死し、テイルがホンジョンに代わって葬儀の手配を進めたことでふたりの距離は急接近し、同棲するようになる。
ホンジョンはテイルとの将来を見据え、高利貸から足を洗ってほしいと話し、テイルも仕事を辞めることを決意。ふたりで新しい商売を始めるため、賭博で退職金を増やしてやるという同僚の誘いに乗ったテイルは、最後の仕事として有り金を注ぎ込む。しかし、その当日、賭博場に強盗が押し入り、賭け金すべてを持ち逃げされてしまう。途方に暮れたテイルは酒に溺れ、酒場に居合わせた軍人グループと乱闘騒ぎを起こした結果、暴行の容疑で実刑判決を受ける。
2年後、刑の執行停止により刑務所を出所したテイルはホンジョンのもとを訪ねるが、「罪悪感はないの？」と拒絶される。実は、テイルは深刻な脳腫瘍に侵されており、余命幾ばくもないため刑期満了前に釈放されたのだ。残された僅かな時間の中で、テイルとホンジョン、そして家族との関係は緩やかに変化していく。

## キャスト
- ハン・テイル：ファン・ジョンミン
- チュ・ホンジョン：ハン・ヘジン
- テイルの兄ヨンイル：クァク・ドウォン
- テイルの同僚ドゥチョル：チョン・マンシク（朝鮮語版）
- テイルの兄嫁ミヨン：キム・ヘウン（朝鮮語版）
- テイルの父：ナム・イル（朝鮮語版）
- テイルの姪ソンジ：カン・ミナ
- 牧師：キム・ビョンオク（朝鮮語版）
- 理髪店の客：パク・ソンウン
- パク氏：キム・ホンパ（朝鮮語版）

## リメイク
・『君が最後の初恋』（2021年、台湾）